# Klaus Hee
Klaus Alexandre Hee Lopes Fernandes (São Paulo, 10 de setembro de 1974 – São Paulo, 4 de março de 2025) foi um modelo, ator, cantor e professor brasileiro.
Ao longo de sua trajetória no âmbito artístico, Klaus acumulou uma série de experiências que abarcam variados setores da indústria do entretenimento. Esse percurso, que se iniciou com sua inserção como modelo na Taxi Models, culminou em incursões televisivas de relevo, incluindo sua participação em programas como Passa ou Repassa e A Praça É Nossa. Paralelamente, sua incursão musical, exemplificada através do lançamento de álbuns como membro do grupo Dominó e subsequente carreira a solo, acrescentaram à sua itinerância profissional.
Após um período de afastamento dos holofotes midiáticos, que foi aproveitado para empreender formação acadêmica no campo da educação física, engendrou uma ressurgência em sua carreira artística, alicerçada não apenas na música, mas também na dramaturgia teatral.

## Carreira artística
Sua ascensão no cenário profissional teve início em 1994, quando alcançou reconhecimento ao ingressar na agência de modelos Taxi Models. No ano subsequente, teve a oportunidade de participar do programa Passa ou Repassa, sob a apresentação de Angélica, ao mesmo tempo que prosseguia com sua carreira de modelo, conquistando prestígio no setor. No final de 1996, Hee já integrava a Elite Models, sendo frequentemente apontado por muitos como possuindo semelhanças com o ator norte-americano Tom Cruise.
Ao longo de sua trajetória, Hee realizou ensaios fotográficos nus em três ocasiões para revistas destinadas ao público feminino e gay masculino. Sua estreia ocorreu em 1999, na revista Íntima, sendo o pioneiro a apresentar nudez frontal na publicação. Posteriormente, foi destaque em duas edições da revista G Magazine: a primeira em 2005, sendo então conhecido como o "Tom Cruise brasileiro", e a segunda no ano seguinte. Seus ensaios são reconhecidos como alguns dos mais bem-sucedidos na época de lançamento. 
Em meados de 1999, a gravadora Paradoxx Music começou a fazer testes com vários rapazes para poder substituir o cantor Rodrigo Phavanello no grupo Dominó. Na época, Hee era assistente de palco há cinco anos do programa Passa ou Repassa, do SBT, que estava prestes a sair do ar. Como Hee dançava no programa, a produção de Gugu Liberato o chamou para fazer testes e ele entrou como substituto de Phavanello.
Com a nova formação, o grupo obteve êxito e realizou diversas apresentações em programas de televisão e shows por todos os estados brasileiros, e seguiu por quatro anos consecutivos. O álbum Give Me Love foi então relançado em maio de 2001, com o título de Dominó. Foram incluídas algumas faixas inéditas, ao passo que algumas canções da lista de faixas original foram retiradas.
A partir de aproximadamente 2005, passou a integrar a banda Kilómetro Cúbico, uma banda cover que fez sucesso na década de 1980, atuando como backing vocal e baterista.
Em 2012, consolidou-se como professor de Educação Física, tendo obtido concurso junto à Secretaria Estadual de Educação de São Paulo. Adicionalmente, ministrou aulas de ginástica funcional para grupos particulares.
Entre 2018 e 2019 fez peças de teatro como Querido Amigo e Sabe Quem Dançou.
No ano de 2020, anunciou seu retorno ao cenário musical, dessa vez em carreira solo, tendo lançado o single "Jogo de Amor" em colaboração com o ex-integrante do grupo Polegar, Alex Gil. Ademais, notícias veiculadas em 2020 revelaram que o ator, em conjunto com Ítalo Coutinho, estava envolvido no desenvolvimento de um musical que retrataria a trajetória do grupo Dominó, utilizando sucessos da banda, como "Manequim" e "Com Todos Menos Comigo", como elementos centrais do espetáculo.
Ainda em 2020, assinou contrato com a TV Circuito, sediada em Guarulhos, na Grande São Paulo, para atuar como diretor de programação da emissora e comandar a atração semanal Mais Q D +.

## Morte
Klaus morreu no dia 4 de março de 2025, aos 50 anos, após batalhar contra um câncer de intestino. A informação foi dada pelo produtor musical Ricky Colavitto, por meio do Instagram.

## Filmografia

### Televisão
| Ano       | Título                        | Personagem | Notas | Refs.  |
| --------- | ----------------------------- | ---------- | --- | ------ |
| 1995–1996 | TV Animal                     | —          | Assistente de palco | [ 11 ] |
| 1995–2000 | Passa ou Repassa              | —          | Assistente de palco e Angélico | [ 27 ] |
| 2000      | Ô... Coitado!                 |            | | [ 28 ] |
| 2000–2006 | A Praça É Nossa               |            | | [ 28 ] |
| 2004      | Especial de Natal do Superpop | José       | A atriz Talita Cardoso e Klaus Hee interpretam um casal pobre que, numa alusão à história bíblica de Maria e José, sai às ruas de São Paulo pedindo abrigo. | [ 29 ] |
| 2020–2021 | Amor de Mãe                   |            | | [ 30 ] |
| 2020–2021 | Salve-se Quem Puder           |            | | [ 30 ] |

### Teatro
| Ano       | Título           | Personagem | Refs.  |
| --------- | ---------------- | ---------- | ------ |
| 2018      | Querido Amigo    | Ken        | [ 17 ] |
| 2018–2019 | Sabe Quem Dançou | —          | [ 18 ] |

## Discografia
| Ano  | Título do single         | Refs.         |
| ---- | ------------------------ | ------------- |
| 2005 | "Pense Muito Bem"        | [ 31 ] [ 32 ] |
| 2020 | "Jogo do Amor"           | [ 20 ] [ 32 ] |
| 2020 | "Com Todos Menos Comigo" | [ 32 ]        |
| 2020 | "Manequim"               | [ 32 ]        |

| Ano  | Título do álbum |
| ---- | --------------- |
| 2001 | Dominó          |